# John Francis Mercer
John Francis Mercer (ur. 17 maja 1759, zm. 30 sierpnia 1821 w Filadelfii) – amerykański prawnik i polityk z Wirginii i Maryland.
W latach 1783–1784 był delegatem stanu Wirginia do Kongresu Kontynentalnego. Po wojnie o niepodległość Stanów Zjednoczonych przeprowadził się z Wirginii do Maryland. Został wybrany przedstawicielem tego stanu do Izby Reprezentantów Stanów Zjednoczonych, w latach 1792–1793 z drugiego, a w latach 1793–1794 z trzeciego okręgu wyborczego w stanie Maryland. W latach 1801–1803 piastował stanowisko gubernatora stanu Maryland.